# Hans Erdmenger
Hans Otto Erdmenger (Gersthofen, 29 de octubre de 1903-Golfo de Vizcaya, 28 de diciembre de 1943) fue un marino alemán, capitán de navío en la Segunda Guerra Mundial, condecorado con la Cruz de Caballero de la Cruz de Hierro.

## Biografía

### Reichsheer y Reichsmarine
Erdmenger ingresó el 1 de abril de 1922 en el 19.º regimiento de infantería (bávaro) en Múnich. Un año después, el 1 de mayo de 1923 se pasó a la armada, ingresando en la 2.ª sección de instrucción de la Reichsmarine. Siguió la formación marinera en el buque escuela velero Niobe y desde el 2 de julio de 1924 en el crucero ligero Berlin, ascendiendo el 1 de octubre de 1923 a cabo. Del 30 de marzo de 1924 al 31 de marzo de 1925 siguió el curso de ascenso a oficial en la Academia Naval Mürwik de Flensburgo-Mürwik y el 1 de abril de 1924 ascendió a alférez de fragata. El 1 de noviembre de 1925 fue destinado de nuevo al Berlin, donde el 1 de octubre de 1926 ascendió a leutnant zur see, empleo inferior al de alférez de navío. Destinado el 20 de noviembre de 1926 al crucero ligero Emden, sirvió en él hasta el 31 de diciembre de 1929, participando en su primera larga navegación del 14 de noviembre de 1926 al 14 de marzo de 1928, cruzando el Atlántico, pasando por Ciudad del Cabo, las Islas Cocos, Japón, Alaska, el Cabo de Hornos, Río de Janeiro, las Azores y España. El 1 de julio de 1928 ascendió a alférez de navío. El 1 de enero de 1929 fue destinado al torpedero Kondor, de la 2.ª flotilla de torpederos. El 5 de noviembre de 1930, Erdmenger fue destinado al estado mayor del comandante de buques de línea y el 4 de noviembre de 1932 oficial de enseñanza y de una compañía en la Escuela de Torpederos e Inteligencia en Flensburg-Mürwik. El 1 de junio de 1934 ascendió a teniente de navío.

### Kriegsmarine
El 1 de noviembre de 1935 Erdmenger fue nombrado comandante del torpedero Jaguar y un año después, el 1 de noviembre de 1936, de su barco gemelo, el Wolf, con el que durante la guerra civil española realizó patrullas de seguridad en torno a las aguas españolas. De abril a octubre de 1937 tuvo el mando del torpedero Albatros. El 1 de noviembre de 1937 marchó como consejero al Mando de Pruebas de Torpedos, donde el 1 de enero de 1938 ascendió a capitán de corbeta. Del 14 de marzo al 9 de junio de 1939 tomó parte en la instrucción de tripulantes del destructor Z 21 Wilhelm Heidkamp, tras cuya botadura el 10 de junio de 1939 pasó a ser su primer comandante.
Durante la Operación Weserübung con la que los alemanes ocuparon Noruega, el Z 21 formó parte del Grupo de Buques de Guerra 1, a las órdenes del comodoro Friedrich Bonte, y el 9 de abril de 1940 llevó a Narvik a 200 cazadores de montaña. Durante el primer contraataque británico, el Z 21 resultó hundido tras impactarle el 10 de abril en el puerto de Narvik el torpedo de un destructor británico. Previamente murieron, durante el combate artillero, 81 de sus tripulantes, incluyendo al comodoro Bonte. Erdmenger y el resto de su tripulación formaron el «batallón de marina Erdmenger» y ocuparon la parte del puerto que se extendía desde el Malmkai —muelle de minerales— hasta el puerto de carga en Fagernes. A partir del 14 de abril cuando fue destruido el último de los 10 destructores alemanes, los 2600 marinos que quedaban se empeñaron en la defensa del puerto y del ferrocarril Malmbanan, que transportaba mineral sueco a Narvik. La mayoría se integró en el Regimiento de Marina Berger.
Aún antes de terminar los combates, el 31 de mayo de 1940, Erdmenger fue destinado a la Estación Naval del Mar del Norte y el 2 de junio pasó como consejero al grupo departamental del arma de torpederos en el Mando Supremo de la Armada (OKM). El 3 de noviembre se le concedió la Cruz de Caballero de la Cruz de Hierro por el valor demostrado en la lucha por mar y tierra en la Batalla de Narvik.
A partir del 22 de julio de 1941 formó parte del curso de instrucción de los tripulantes del destructor Z 28, que mandó desde el 9 de agosto, operando en el Mar del Norte y Noruega. El 1 de marzo de 1942 ascendió a capitán de fragata.
El 18 de marzo de 1943 Erdmenger fue nombrado jefe de la 8.ª flotilla de destructores y el 1 de junio siguiente ascendió a capitán de navío. El 28 de diciembre de 1943 zarpó a bordo del Z 27 con otros cuatro destructores de su flotilla y seis torpederos para recibir al forzador de bloqueo Alsterufer en el golfo de Vizcaya. El grupo fue avistado por los cruceros británicos HMS Glasgow y HMS Enterprise, trabándose combate en el que resultaron hundidos el Z 27 y los torpederos T 25 y T 26. Erdmenger fue uno de los caídos.

## Condecoraciones
- Cruz de Hierro (1939) de 2.ª y 1.ª clase respectivamente los días 28 de octubre y 15 de noviembre de 1939
- Cruz Española de bronce con espadas, el 6 de junio de 1939
- Cruz del Mérito Naval española en blanco, el 21 de agosto de 1939
- Cruz del Mérito Naval española de 2.ª clase en plata el 21 de agosto de 1939
- Medalla de Guerra de Destructores, 1940
- Escudo de Narvik de oro, 1940
- Cruz de Caballero de la Cruz de Hierro el 3 de noviembre de 1940
- Cruz de Oficial de la Orden de la Corona de Italia el 11 de marzo de 1941
- Mención en el Wehrmachtbericht el 30 de diciembre de 1943